# Wiebesia minuta
Wiebesia minuta är en stekelart som beskrevs av Wiebes 1993. Wiebesia minuta ingår i släktet Wiebesia och familjen fikonsteklar. Inga underarter finns listade i Catalogue of Life.